# Lécito

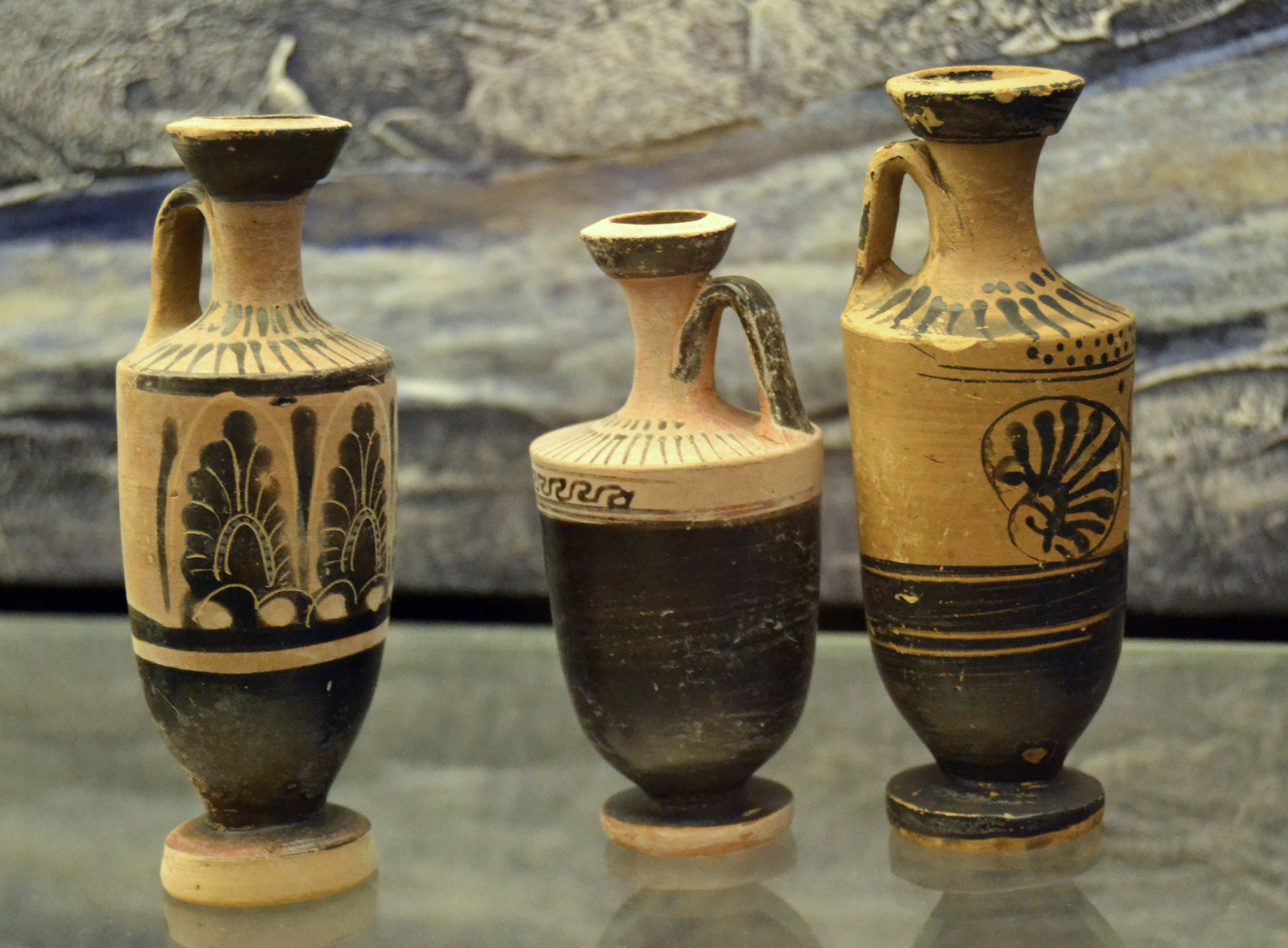
Lécitos de V-IV a.C., Museu de Pré-História de Valença, Espanha

O lécito (do grego λήκυθος — lekythos) é um vaso grego antigo utilizado para armazenar óleos perfumados destinados ao cuidado do corpo. Os lécitos são frequentemente utilizados como vasos funerários. A forma característica do lécito é geralmente cilíndrica, delgada, com uma única alça e pescoço fino, para controlar a dosagem de óleo.
O início da produção de lécitos se dá aproximadamente no século VII a.C. A forma típica se consolida durante o período da cerâmica de figuras negras na região da Ática, o século VI a.C.